# Rothia agrius
Rothia agrius är en fjärilsart som beskrevs av Herrich-Schäffer 1853. Rothia agrius ingår i släktet Rothia och familjen nattflyn. Inga underarter finns listade.